# Poganstvo
Poganstvo je skupen naziv za več ne-judovsko-krščanskih mnogoboštvenih religij. Največkrat se izraz poganstvo uporablja za etnične religije s strani krščanskih govornikov.  
Izraz pogani se uporablja predvsem za antične in zgodnjesrednjeveške ljudi oziroma ljudstva, ki so se v obredih in molitvah obračala na mnoge bogove, kot tudi duhove, vile, škrate ter druga mitološka bitja. Značilna so bile tudi razne verovanja, uroki, zarotitve. Kot pogane so krščanski misionarji imenovali tudi ljudstva s starodavnimi, za misionarje primitivnimi oblikami verovanja, ki niso poznala monoteističnega boga.
Izraz pogan izhaja iz latinskega pridevnika paganus, ki pomeni kmečki, podeželski, tudi preprost, neizobražen, neotesan.  Zaradi izključevalnosti in diskriminatornosti do drugih, ne-judovsko-krščanskih religij, se danes nekateri raziskovalci izogibajo uporabi besede "pogan" in uporabljajo druge ustreznejše izraze, kot je npr. staroverec za pripadnike predkrščanske religije v Evropi.   
Slovenščina pozna tudi zdaj že zastarelo besedo ajd, ki prav tako pomeni pogan, izhaja pa iz nemške besede der Heide, v pomenu pogan, ajd. Iz iste besede izhajajo nekateri slovenski toponimi, na primer imena krajev Spodnja Hajdina, Zgornja Hajdina, Ajdovščina ter imeni vzpetin Ajdna in Ajdovski gradec.
Za današnje "neopogansko" gibanje se uporablja različno izrazoslovje, saj prenekateri pripadniki sodobnega "neopoganstva" razumejo opredelitev "pogan" kot politično nekorektno oziroma žaljivko. Za "tradicionalno" slovansko neopoganstvo se uporablja izraz rodnoverje (angleško "native faith"; rusko jazyčestvo) ali staroverstvo.  